# 超时空要塞－SCRAMBLED VALKYRIE－
《超时空要塞－SCRAMBLED VALKYRIE－》是一款由Winkysoft制作、Zamuse出品的横向卷轴射击游戏。游戏于1993年在超级任天堂发行。
玩家可以选择三个角色，他们分别是一条辉、Maximilian Jenius和Milia Fallyna Jenius。
《电子游戏月刊》将本游戏列为1994年年度最佳射击游戏。